# Brouwerij Vita
Brouwerij Van Cauwenberghe of Brouwerij Vita is een voormalige brouwerij gelegen in Elsegemplein 25 te Elsegem en actief tot 1976. Momenteel is het brouwershuis opgenomen in de inventaris van onroerend erfgoed.

## Geschiedenis
De brouwerij kwam in handen van Ivo Van Meirhaeghe rond 1850 en nog later van de familie Van Cauwenberghe. 
In 1904 plaatste men een stoomketel.

## Gebouwen
Het betreft een burgerhuis met ommuurde tuin bestaande uit 2 bouwlagen onder een zadeldak. Aan de linkerzijde zijn een schuur, brouwerijgebouwen en een schoorsteen aangebouwd.
Een gedeelte van de technische installatie is eveneens bewaard waaronder een roer en beslagkuip.
Momenteel zijn de gebouwen in gebruik door het restaurant Plein 25 dat in de GaultMillau staat.

## Bieren[2]
- Bruin Vita
- Export
- Extra Bruin
- Spéciale Vita
- Spéciale Vita Elsegem
- Triple Trap
- Vita Speciaal Bruin